# Studnia Dusz

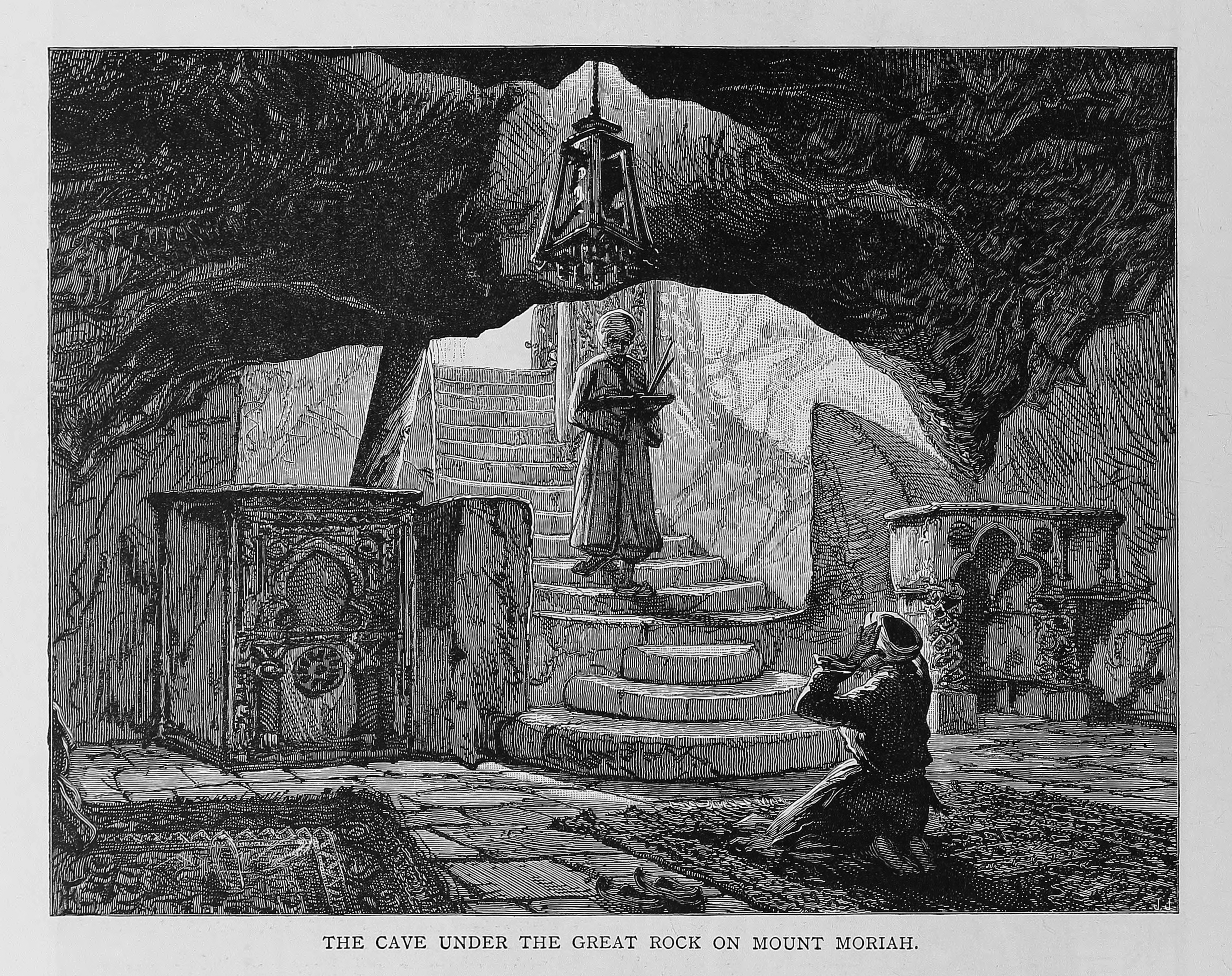
Studnia Dusz w Jerozolimie, grafika

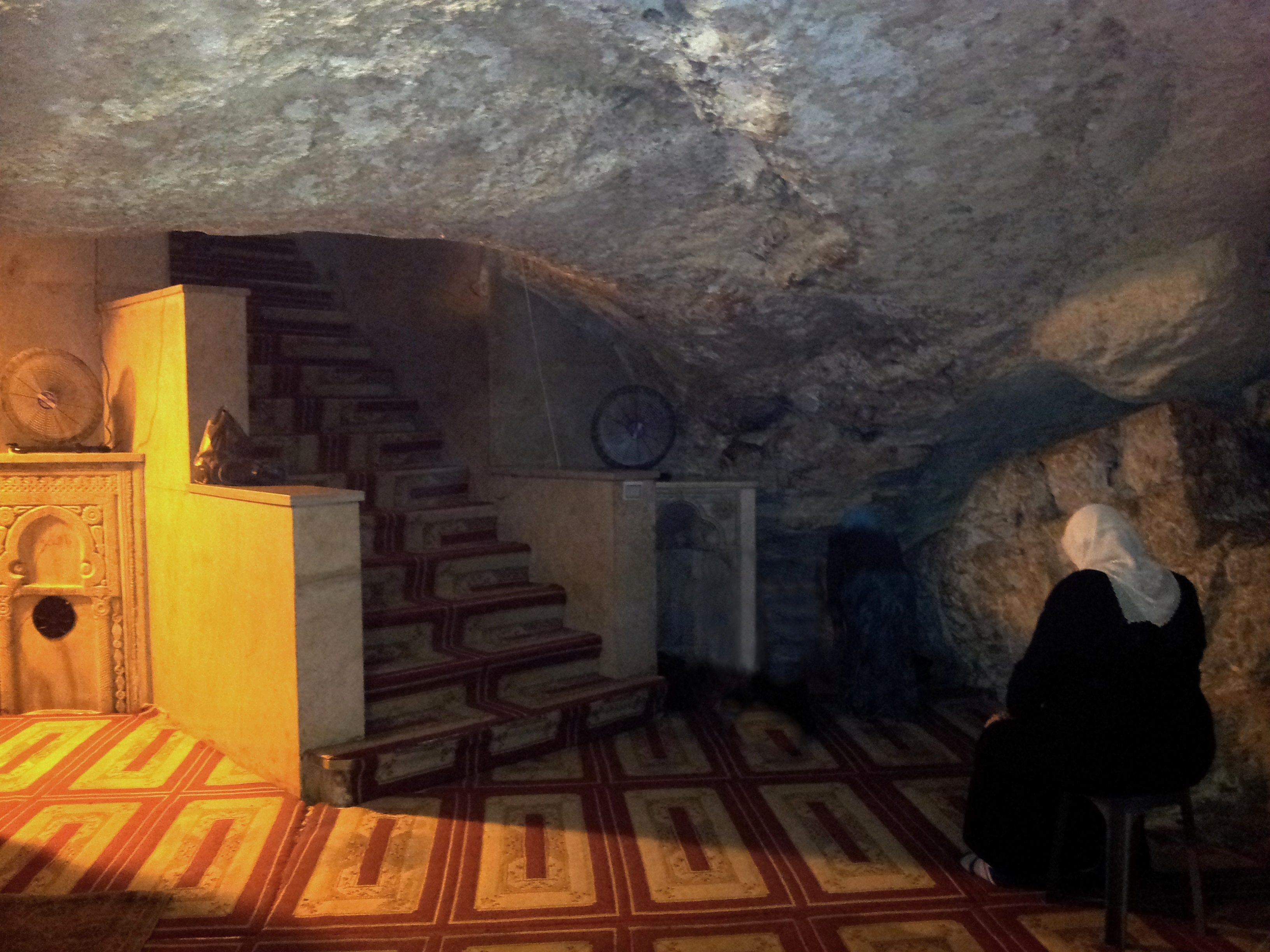
Studnia Dusz (2014)

Studnia Dusz (arab. Bir el-Arweh) – jaskinia znajdująca się w Jerozolimie, na Wzgórzu Świątynnym, pod świętą skałą (przykrytą Kopułą na Skale), w której – według tradycji muzułmańskiej – dusze zmarłych oczekują na sąd ostateczny.
Jaskinia jest studnią dusz par excellence, ponieważ termin „studnia dusz” w jakimkolwiek zastosowaniu lub kontekście pochodzi właśnie od niej. Muzułmanie odnoszą nazwę „studnia dusz” albo do całej jaskini, albo do zagłębienia w jej dnie, albo do hipotetycznej komory, która ma się pod nią znajdować.
Według części religijnych Żydów oraz niektórych badaczy jaskinia znajduje się bezpośrednio pod Miejscem Najświętszym dawnej Świątyni Jerozolimskiej i przez pewien czas mogła służyć jako skrytka bezpieczeństwa dla Arki Przymierza. Istnieje także hipoteza, że pod dnem jaskini znajduje się kolejna jaskinia lub sztuczna komora, w której od najazdu Babilończyków w 586 r. p.n.e. ukryta jest zaginiona Arka Przymierza.
Do jaskini prowadzą schody zbudowane przez krzyżowców. Być może pierwotnym wejściem do jaskini był otwór w jej sklepieniu o nieznanej dacie powstania/wykucia. Wychodzi on na powierzchnię świętej skały.
Kopuła na Skale oraz Studnia Dusz są dostępne dla ruchu turystycznego.
Kopuła na Skale jest dostępna dla niemuzułmanów tylko z zewnątrz i tylko w określonych godzinach, jak i całe Wzgórze Świątynne.